# Björnkärr

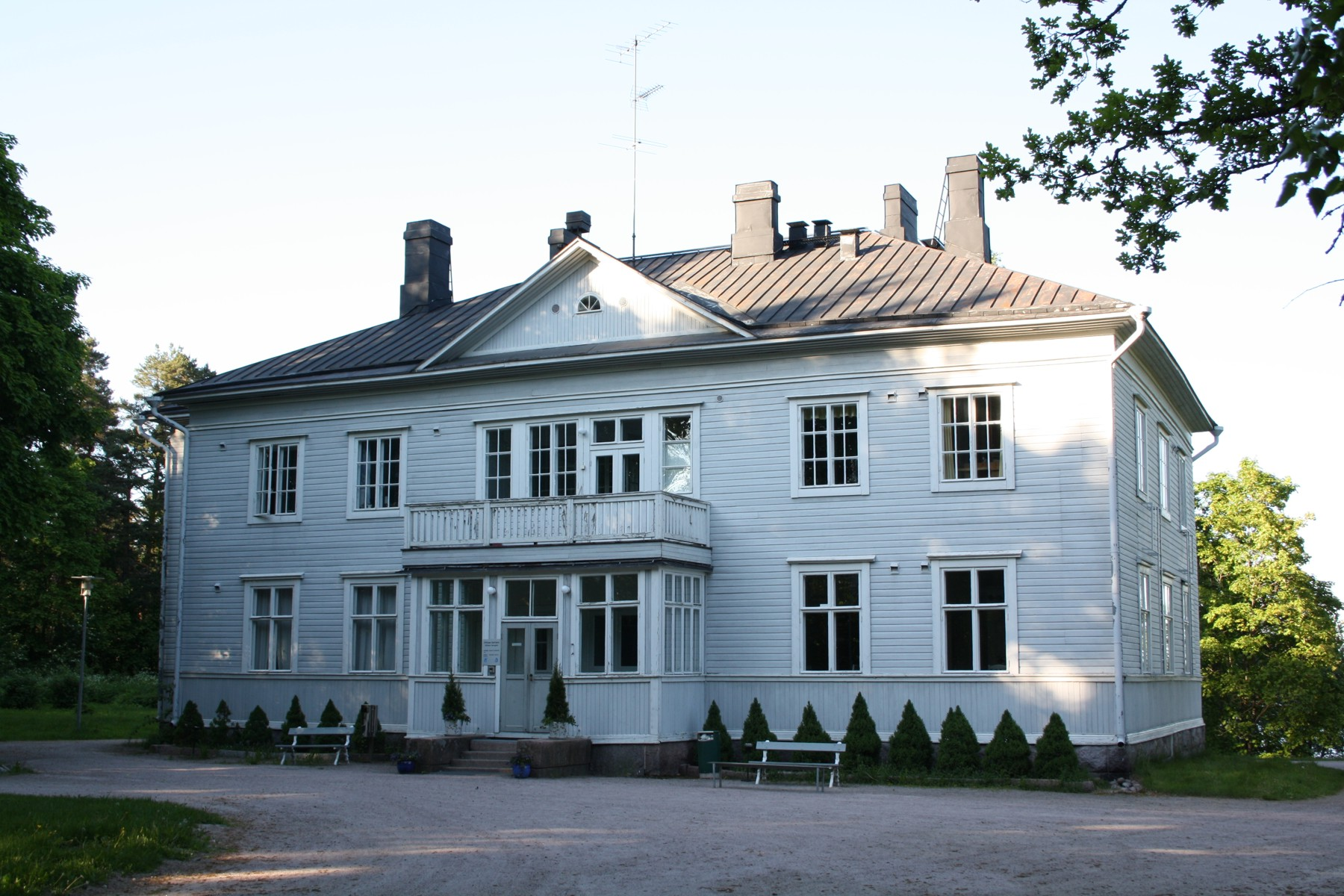
Oitans gård

Björnkärr (finska: Karhusuo) är en stadsdel i Esbo stad och hör administrativt till Gamla Esbo storområde. 
Det finns mestadels egnahemshus i Björnkärr. Dessutom finns det ett finskt lågstadium, ett bibliotek och några serviceföretag. 
Namnet på stadsdelen kommer från namnet på ett kärr. Kärret finns omnämnt redan på 1700-talet.
Oitans är en by och en del av Björnkärr. 